# غريغ روذرفورد
غريغ روذرفورد (بالإنجليزية: Greg Rutherford)‏ (17 مايو 1994 في المملكة المتحدة - ) هو لاعب كرة قدم بريطاني في مركز الوسط. لعب مع نادي هارتلبول يونايتد ونادي ألوا أثليتيك ونادي بليث سبارتانز ونادي دوفر أتليتيك ونادي اربوراث.

## وصلات خارجية
- غريغ روذرفورد على موقع قاعدة بيانات كرة القدم.إي يو (الإنجليزية)
- غريغ روذرفورد على موقع Soccerbase.com (لاعب) (الإنجليزية)
- غريغ روذرفورد على موقع Soccerway.com (الإنجليزية)